# Azione (filosofia)
L'azione è, dal punto di vista filosofico, l'intervento di un ente su un altro ente, così da modificarlo. L'azione, nel senso comune, è però vista anche in contrapposizione al pensiero e all'apparente inerzia della vita dedicata alla riflessione.
I filosofi si sono opposti alla concezione del pensiero come non attivo e lo hanno indicato invece come la forma di azione suprema con gli effetti (sociali, culturali, esistenziali) più duraturi.

## Evoluzione storica-filosofica del concetto

### L'azioneseguealla sostanza
L'azione è una delle categorie a cui Aristotele contrappone quella di passione, con il significato di patire, subire qualcosa.
Nella metafisica classica l'azione è sempre riferita a un essere che compie un'azione, per cui l'azione è il predicato di una sostanza.
Nell'ambito della Scolastica, l'azione viene definita atto secondo per distinguerla dall'atto primo che è la condizione realizzata di un essere che in origine la possedeva solo in potenza.
Soddisfatta questa possibilità che cronologicamente precede l'atto, ne segue l'azione, appunto atto secondo di un essere che ha già compiuto il passaggio dalla potenza all'atto primo.

### L'azione, termine unico
La concezione del passaggio potenza-atto viene capovolta in ambito letterario romantico da Goethe che nel Faust proclama:
Questa stessa convinzione viene tradotta filosoficamente da Fichte, fondatore della filosofia idealistica, che, nella Dottrina della scienza, vede l'atto come il primo principio alla base di quella concezione dell'Io assoluto, che non è un ente e neanche una sostanza, ma puro atto di un Io che pensa se stesso e che contrappone sé a se stesso come un ostacolo, un Non-io, su cui esercitare la sua libertà creatrice in un'azione senza fine e progressiva.
Su queste basi Giovanni Gentile edificherà analogamente il suo attualismo, fondato sull'atto puro dell'autocoscienza del pensiero che è al contempo anche un agire, ossia un atto vivo e perenne con cui esso pensandosi crea continuamente il mondo.

### Azione e sostanza
L'azione ancora connessa in modo distinto alla sostanza o l'idea che l'essenza della sostanza consista nell'agire, era invece nelle posizioni intermedie espresse nel XVII secolo da Spinoza, che concepisce Dio come essenza attuosa, e da Leibniz a proposito delle monadi, intese come centri di forza.

### Poiesis e praxis
(Aristotele, Ethica nicomachea)
L'azione propria dell'uomo veniva distinta da Aristotele (Etica nicomachea, libro VI) in due forme:
- la poíesis (greco ποίησις), che è l'agire diretto alla produzione di un oggetto che rimane autonomo e estraneo rispetto a chi l'ha prodotto;
- la práxis (greco πρᾶξις), che riguarda un agire che racchiude il proprio senso in se stesso. Tutte le azioni morali, positive o negative, che non sono dirette alla specifica produzione di oggetti, rientrano in questa seconda accezione, che è stata quella prevalente nella gamma di significati del termine azione nelle lingue europee. Agire come pratica, termine equivalente, in questo caso, di morale.

Nella Scolastica, ad esempio in San Tommaso, questo secondo significato dell'azione veniva espresso con actio immanens, azione immanente, che trova il senso all'agire all'interno dell'agire stesso. Riportata al significato di poíesis era invece quella che veniva chiamata actio transiens per la quale l'azione transitava, passava su qualcos'altro.

### Azione e volontà
Un'ulteriore distinzione poi nel pensiero tomistico viene fatta a proposito del rapporto tra volontà ed azione:
- l'azione elicita è quella che coincide con l'atto stesso del volere: la stessa espressione della volontà è un'azione, il volere è di per sé un'azione;
- l'azione comandata è quella attività diretta da una volontà che tende a realizzare quanto voluto.

Vicine a questo secondo significato sono nel pensiero moderno le concezioni di Hobbes e Locke che vedono l'agire umano sempre diretto da una volontà intesa come causa di ogni comportamento.
Anche Kant distingue l'azione umana come diretta da una libera volontà (causalità attraverso la libertà) dove la causa libera, ma ineliminabile, è la libertà di scelta che prelude al comportamento morale concreto, contrapposta alla causalità del mondo della natura dominato dal meccanismo causa-effetto.